# Ouled Daoud (Maroc)
Pour la tribu, voir Ouled Daoud.
Ouled Daoud un village  situé à 60 km, au nord de Fès, sur la route nationale N° 8 qui relie Al Hoceima à Fès. Celle-ci est une desserte importante qui connaît un trafic très  dense  
Le village se situe à environ 800 mètres d’altitude (c’est le début du Rif) et il s’étend sur un rayon de 10 km. Le village se trouve dans la région de H’yayna, une région agricole dépendante du climat.
Ouled Daoud est un centre de commune rurale composée de 34 Douars (Hamou).
Le village de Ouled Daoud est attractif par sa disposition géographique, avec des magasins et un marché hebdomadaire, un centre administratif, un dispensaire, une école, un collège, une agence postale, des épiceries, des boucheries.  
Population :   actuellement 15000 habitants (soit 1800 familles),  
Alphabétisation : environ 65% des adultes du village sont analphabètes
Activités socio-économiques :
La seule activité économique du village est l’agriculture (cultures vivrières : olives,  fèves, orge, blé) très dépendante des conditions climatiques. Pour la plupart des habitants, les ressources dépendent uniquement de la pluie.
Le village compte deux coopératives agricoles, qui dépendent de l'administration déconcentrée du ministère de l'agriculture.
C'est au nord de Tissa dans la province de Taounate que se trouve Ouled Daoud, exactement entre Tissa et Ain Aicha en partant de Taounate vers Fès.